# Béguios
Béguios település Franciaországban, Pyrénées-Atlantiques megyében. Lakosainak száma 263 fő (2022. január 1.). Béguios Amorots-Succos, Beyrie-sur-Joyeuse, Labets-Biscay, Luxe-Sumberraute és Masparraute községekkel határos.

## Népesség
A település népességének változása:
| Lakosok száma | 242  | 245  | 260  | 252  | 256  | 271  | 269  | 266  | 263  |
|               | 2013 | 2015 | 2016 | 2017 | 2018 | 2019 | 2020 | 2021 | 2022 |